# Mohamed Ali Salim
Mohamed Ali Salim (1935-28 de enero de 2022) fue un político libio que actuó como presidente provisional del Congreso General de la Nación durante un día (del 8 al 9 de agosto de 2012) al ser el miembro más anciano de la legislatura.
A pesar de que su autoridad fue meramente simbólica, se le considera el primer jefe de Estado de Libia de la democracia, ya que el consejo transitorio gobernante le entregó a él el poder cómo representante del Congreso, el cual fue elegido mediante elecciones.
Fue sustituido por Mohamed Yousef al-Magariaf, que ocupó el cargo de forma permanente hasta su dimisión.